# Ugo Grappasonni
Ugo Grappasonni (Roma, 8 maggio 1922 – Roma, 16 febbraio 1999) è stato un golfista italiano.

## Biografia
Ugo Grappasonni  è stato uno dei più importanti golfisti italiani. Nasce a Roma nel quartiere del IV Miglio, inizia la sua vita nel mondo del golf nel 1931 come caddie presso il Golf Club Roma (Acquasanta), fu il maestro Pietro Manca a notare in lui il talento per il gioco. 
Diventa giocatore professionista da giovanissimo, facendosi notare nell'immediato dopoguerra vincendo l'Open d'Italia in 2 occasioni (Roma e Villa d'Este) battendo sul campo comasco in play-off l'Inglese John Jacobs. Ha vinto anche il National Omnium in quattro occasioni. Nelle gare internazionali ha anche vinto l'Open di Francia, l'Open d'Olanda, l'Open del Marocco, l'Open del Ticino e 2 Swiss Open a Crans Sur Sierre. Ha rappresentato l'Italia nella World Cup per 5 volte e giocato 6 Open Championship. Terminata la carriera da giocatore si dedica all'insegnamento presso il Golf Club Villa d'Este (Como) e poi al golf Olgiata (Roma).
Per vari anni è stato allenatore federale della Nazionale.
Ha avuto due figli, Silvio e Guido entrambi giocatori.
Ugo Grappasonni ha inoltre fondato, insieme ai colleghi Antonio Roncoroni, Aldo Casera, Alfonso Angelini e Pietro Manca il Professional Golfer's Association of Italy, (PGA) il 18 novembre 1963. Ugo fu il capostipite di famiglia, avviando al golf altri membri della sua famiglia. Nell'anno 2021 la famiglia Grappasonni festeggia 90 anni nel mondo del golf.

## Onorificenze
- Commendatore della Repubblica Italiana - 27 dicembre 1988